# NNN朝のニュース
『NNN朝のニュース』（えぬえぬえぬ あさのニュース）は、日本テレビ（NNN）で1974年4月1日から1977年4月1日までと1979年3月5日から1992年3月27日まで（週末版は1974年4月6日から1996年3月31日まで）にかけて放送された朝のニュース番組である。

## 歴史・概要
それまで同系列局で放送されていた『モーニング7』が、『おはよう!こどもショー』の枠繰り上げに伴って枠が繰り上がったもの。
日曜版では1975年11月16日から、スポンサーの明治生命（現在：明治安田生命）と愛の小鳩事業団（現在：日本テレビ小鳩文化事業団）の協力による同時手話通訳放送が行われており、本篇冒頭でその旨が案内されていた。ただし、当時は気象情報部分には手話通訳は付いていなかった。この手話通訳は『ニュースサンデー』への改題後も続けられている(ただし、明治安田生命は2003年9月にスポンサーから撤退)。番組中、明治生命のCMは一切挿入されずノーコマーシャルで放送されていた（ただし気象情報に移る前に上記協力者が付記された手話通訳放送フリップが５秒間流れていた）。
1977年4月から1979年2月までは平日に『おはよう!ニュースワイド』が編成されていたため、週末版のみが放送されたが、後番組である『ズームイン!!朝!』には報道部は関与しないため、1979年3月より平日版の放送を再開した。
オープニング映像と本編の間（10秒 - 15秒）、オルゴールのBGMとお天気カメラ映像（主にザ・ホテルヨコハマ屋上からの横浜市街の風景。元日はヘリコプターからの中継映像になる事もあった。また、『24時間テレビ 「愛は地球を救う」』放送日にはお天気カメラがメイン会場の日本武道館に向く事が多かった。）をバックとした日付表示とNNNマークが挿入されるのが特徴であった（『おはよう!ニュースワイド』終了後の1979年3月より。当初は前番組から続いてエレクトーンの生演奏で、スポーツニュースや天気予報のBGMにもなっていた）。日曜版以外では、オープニングとこの天カメ映像との間に30秒のCM枠が挿入されていた。
6:52から全国の天気予報が放送されていたが、ここで飛び降りできるようになっていた。また、6:54:55にも飛び降りポイントがあり、ここから天気をローカルのみ差し替えることもできた。
日曜版のオープニングは同時手話通訳放送の説明とともに、『おはよう!ニュースワイド』時代からの名残でシンセサイザーの楽曲が流れていた（『ニュースサンデー』への移行後も明治生命のスポンサー降板まで継続）。1984年ごろには挨拶と説明の一部を手話を交えながら行っていたがその後は無くなっている。天気予報の前には改めて「手話通訳放送 協賛：明治生命 協力：愛の小鳩事業団」という静止画を流してから天気予報のタイトルと「続いて今日の天気をお伝えします。」というアナウンスがあった（『ニュースサンデー』への移行・明治生命のスポンサー降板後も継続）。
1990年4月1日放送分では説明終了後のトップニュースで、ちょうどその日に開局したばかりのテレビ金沢からの開局挨拶が行われた（なお、同日の『昼のニュース』ではニュース開始前に、単に「テレビ金沢が開局いたしました」とコメントしただけで終わっていた）。
平日版は1992年3月27日放送分をもって終了し、4月からは『ジパングあさ6』の内包番組『ニュースジパング』として放送されることになった。以降は再び週末版のみの放送となったが、年末年始に『ジパングあさ6』の放送が休止になる時には本番組が平日にも放送され、女性アナウンサーがシフト制で担当した。
1996年3月31日放送分をもって週末版も終了。土曜版は『ズームイン!!サタデー』に内包される形で『ニュースサタデー』へ、日曜版は『ニュースサンデー』へそれぞれ移行した。
1987年9月頃までアナウンサーのテロップは「〇〇アナウンサー」となっていた。以後は敬称略となった。
テロップは1990年6月頃から他の時間帯のニュースと同じになった（その前は『ライブオンネットワーク』などのテロップを使用していた）。

## オープニング・テーマソング
初代（1974.4 - 1982.3）
オープニングテーマは黛敏郎作曲「NNNニュースのテーマ」。
2代目（1982.4 - 1991.9）
まず画面中央部が一瞬光ったあと、たくさんのNが放射状に放たれ、タイトル（背景は群青色）。赤いNNNの真ん中のNが残り、立体的になって回転し、最後は背景の色が暗い青に変わる。オープニングは『昼のニュース』や『日曜夕刊』と共通。ここからそれまでの黛敏郎作曲のテーマ曲に代わり、『JUST NEWS』と同じテーマ曲になる（作曲：三枝成彰）。北日本放送は『KNBニュース NNN』とタイトルを変えていたため、独自のテーマ曲に差し替えられていた。
3代目（1991.10 - 1996.3）
CGで流れるようなタイトル。最初に画面中央部が光り、光がノート状になる→緑色の朝のニュースの文字が出てくる。右から赤色の光と共にNNNが出てきて朝のニュースとなる。提供スポンサーが出るときに朝のニュースの文字が拡大して消える。テーマ曲も変更。

## メインキャスター

### 週7日放送
- 1982年3月までは、男女のアナウンサーが2人で担当していた。以降は単独で担当。
- 1987年3月ごろまでキャスターは〇〇アナウンサーとテロップが出ていた（『昼のニュース』『ニューススポット』も同様）。
- 1988年3月までは、日曜日を除き前夜の『スポーツニュース』の担当者がこの番組も担当した。
- 1988年4月からは、平日の『スポーツニュース』が『きょうの出来事』に内包されたことに伴ってシフト制になった（1990年3月まで月曜日のみ前日夜に『スポーツニュース』を担当していた多昌博志が担当）。
- 1990年4月からの平日は、増田隆生・小池裕美子が隔週交代で担当していた。
- 1992年3月までの日曜版だけは一貫して女性アナウンサー（荻原弘子・加藤明美・大島典子など）が担当していた。

### 1992年4月以降の週末
- 1992年4月 - 1994年3月：小倉淳
- 1994年4月 - 1996年3月：後藤俊哉（いずれも『昼のニュース』と兼務）

## ネット局
系列は放送終了時点のもの。○は『ニュースセブン』→『ニュースフレッシュ』も放送していた局。
| 放送対象地域           | 放送局             | 系列        | 備考 |
| ---------------------- | ------------------ | ----------- | --- |
| 関東広域圏             | 日本テレビ         | NNN         | 基幹・制作局 |
| 北海道                 | 札幌テレビ         | NNN         | |
| 青森県                 | 青森放送           | NNN         | ○（1977年4月1日まで『ニュースセブン』は全日ネット、4月3日以後は日曜日のみネット。1991年9月29日まで） 1975年4月から1991年9月までANNとのクロスネット局 |
| 岩手県                 | テレビ岩手         | NNN         | 1980年3月までANNとのクロスネット局 |
| 宮城県                 | ミヤギテレビ       | NNN         | 1975年3月31日から 1975年9月までANNとのクロスネット局                                                                                                 |
| 秋田県                 | 秋田放送           | NNN         | 1992年9月30日までJNNへの番販参加局 |
| 山形県                 | 山形放送           | NNN         | ○（1993年3月まで） 1980年4月から1993年3月までANNとのクロスネット局                                                                                   |
| 福島県                 | 福島中央テレビ     | NNN         | |
| 山梨県                 | 山梨放送           | NNN         | |
| 新潟県                 | 新潟総合テレビ     | FNN/NNN/ANN | 現在：NST新潟総合テレビ 1981年3月まで |
| 新潟県                 | テレビ新潟         | NNN         | 1981年4月開局から |
| 長野県                 | テレビ信州         | NNN         | 1980年10月開局から 1991年3月31日までANNとのクロスネット局                                                                                            |
| 静岡県                 | 静岡けんみんテレビ | ANN/NNN     | 現在：静岡朝日テレビ 1978年7月開局から1979年6月まで                                                                                                  |
| 静岡県                 | 静岡第一テレビ     | NNN         | 1979年7月開局から |
| 富山県                 | 北日本放送         | NNN         | |
| 石川県                 | テレビ金沢         | NNN         | 1990年4月開局から |
| 福井県                 | 福井放送           | NNN/ANN     | 1989年4月1日からANNとのクロスネット局 |
| 中京広域圏             | 中京テレビ         | NNN         | |
| 近畿広域圏             | よみうりテレビ     | NNN         | |
| 鳥取県 島根県          | 日本海テレビ       | NNN         | |
| 広島県                 | 広島テレビ         | NNN         | 1975年9月までFNNとのクロスネット局 |
| 山口県                 | 山口放送           | NNN         | 1978年10月から1993年9月までANNとのクロスネット局 |
| 徳島県                 | 四国放送           | NNN         | ○（平日のみ、1987年9月28日から） |
| 香川県 →香川県・岡山県 | 西日本放送         | NNN         | 1983年3月までは香川県のみ担当 1983年4月以降は岡山県も担当                                                                                            |
| 愛媛県                 | 南海放送           | NNN         | ○（平日のみ、1987年9月30日から） 1992年9月30日までJNNへの番販参加局                                                                                  |
| 高知県                 | 高知放送           | NNN         | |
| 福岡県                 | 福岡放送           | NNN         | |
| 長崎県                 | テレビ長崎         | FNN/NNN     | 1990年9月30日まで 1990年10月から1991年3月まで長崎県での取材は福岡放送長崎支局が担当                                                                  |
| 長崎県                 | 長崎国際テレビ     | NNN         | 1991年4月開局から |
| 熊本県                 | くまもと県民テレビ | NNN         | 1982年4月開局から |
| 大分県                 | テレビ大分         | NNN/FNN     | 日曜日は1994年4月3日から 1993年9月30日までANNとのトリプルネット局                                                                                    |
| 鹿児島県               | 鹿児島テレビ       | NNN/FNN     | 1994年3月27日まで |
| 鹿児島県               | 鹿児島読売テレビ   | NNN         | 1994年4月開局から |

なお、テレビ宮崎では朝の時間帯のニュースはフジテレビ系列であるため、非ネット。

## ネット局における本番組の扱い
- 読売テレビにおいては、以下に挙げるタイトル差し替えなどが行われていた。
  - 平日には6時台のローカルワイド番組に内包され、『6時45分のニュース』として放送された（タイトル映像や日付表示はカット）。また、『ニュースジパング』への移行後にも『6時45分のニュース』はローカルコーナーとして続けられた。
  - 週末・年末年始版は独立番組扱いだったが、『よみうりニュース』と改題されていた（こちらは日付表示あり）。1988年8月の本社移転後、テーマ曲は差し替えとなった。なお、『ニュースサンデー』への移行と同時にタイトルを日本テレビのものに統一した。
- 中京テレビでは『昼のニュース』と同じく、スポンサーが付いていないときにはスポンサークレジット枠で当時のNNN加盟局29局を地図テロップで表示していたことがある。また、『おはようテレワッサン』に内包されていた時期には、司会の「東京からのニュースです」の声に続き、本編オープニングの「○月○日○曜日 NNN」とテロップ表示された天カメ映像の途中から飛び乗りし、6:52で飛び降りていた（平日版のみ）。なお内包前は6:54のローカル天気予報のみ差し替えていた。
- ミヤギテレビでは一時期『MMTニュース NNN』とタイトルを変えて放送されていた。
- 福岡放送では、平日版末期ではローカルワイド『朝一番!!OKINKA-TV』に内包されていた。この場合の朝のニュースは日付表示のBGMをローカルワイド内で流す形で朝のニュース本編に飛び乗っていた。
- 山形放送は1980年から1993年3月までANNとのクロスネットで、1987年9月27日まではこの番組に続けて『ニュースセブン』を放送。その後、『ニュースセブン』が『ニュースフレッシュ』として9月28日から放送された際に、『朝6時!!YBCニュース』（同日開始）の枠内で順序を入れ替えて連続放送した。ただし、本番組を放送する際には、いずれも全国の天気など一部はローカルニュースなどに差し替えて放送していた。
- 北日本放送は『KNBニュース NNN』とタイトルを変え、1982年4月以降のテーマ曲を差し替えていた（『NNN昼のニュース』も同様。1982年4月から1991年9月までのテーマ曲が流れていたのは『JUST NEWS』『日曜夕刊』のみ）。
- 四国放送と南海放送はともにANNには非加盟であったが、1987年9月から『ニュースフレッシュ』を番組販売ネット受けしたために2本連続で全国ニュースを編成していた。両局ともにそれまで6:30から『おはよう!CNN』を前半15分ネット受けしていたが、その時間帯に『ニュースフレッシュ』を編成するようになったため、そのままネットすることになった。『ニュースフレッシュ』のネット受けは南海放送は1995年3月（同年4月に愛媛朝日テレビが開局）まで、四国放送は1997年3月まで継続。